# David Bradley (ingénieur)
Pour les articles homonymes, voir David Bradley et Bradley.
David J. Bradley (né en 1949) était l'un des douze ingénieurs ayant travaillé sur le premier IBM PC et ayant développé le code BIOS de l'ordinateur. Il est plus connu pour avoir inventé la combinaison de touches "Ctrl-Alt-Suppr" qui était utilisée pour redémarrer l'ordinateur.

## Le salut à 3 doigts
Bradley n'avait pas destiné la combinaison de touches Ctrl-Alt-Suppr à être utilisée par les utilisateurs finaux. Elle devait servir aux concepteurs de programmes ou de la documentation : ils pouvaient ainsi redémarrer leurs ordinateurs sans les éteindre. Cela leur était très utile, puisqu'il fallait attendre quelques secondes avant de mettre l'ordinateur sous tension si on l'avait éteint, afin de ne pas abîmer le matériel. Comme les développeurs et les auteurs de documentations techniques avaient besoin de redémarrer l'ordinateur un grand nombre de fois, cette solution leur faisait gagner énormément de temps. Cette combinaison de touches a été choisie parce qu'il n'est pas possible, en pratique, de réaliser accidentellement cette combinaison sur un clavier.
Cette combinaison de touches existe toujours dans le système d'exploitation Microsoft Windows. Elle donne soit la liste des programmes actifs (dans le cas de Windows 95 et de Windows 98), soit une liste de fonctions d'administrations comme redémarrer l'ordinateur, obtenir la liste des tâches, ou bloquer l'ordinateur par mot de passe (dans le cas de Windows 2000 et de Windows XP).
Elle est utilisée pour ces fonctions, car seul le noyau peut gérer cette interruption. C'est une bonne façon de s'assurer que c'est bien le système d'exploitation qui répond, et pas un programme hostile qui émulerait le système d'exploitation en enregistrant des mots de passe ou des données sensibles.

## Autres travaux
Bradley est l'auteur de Assembly Language Programming for the IBM Personal Computer (Simon & Schuster,  (ISBN 0-13-049171-3), January 1984), également sorti en France sous le nom de Assembleur sur IBM PC (Dunod,  (ISBN 2-225-80695-0)) et en Russie ("Radio" Publishing House, Moscow).
Il détient aussi 7 brevets américains.
Bradley a été nommé professeur adjoint d'ingénierie électrique et informatique aux universités de Florida Atlantic et de North Carolina State.
Cet ingénieur a passé le plus gros de sa carrière chez IBM. Il a commencé chez IBM après avoir reçu un doctorat à Purdue en 1975. Il a travaillé sur les systèmes Series/1. En 1978, il a développé le système I/O pour le System/23 Datamaster.
En 1980, Bradley était l'un des 12 ingénieurs travaillant à la mise au point du premier ordinateur IBM PC. Bradley a écrit le BIOS. Cela lui a permis de diriger le développement et support du BIOS pour le IBM PC XT. En 1983, Bradley a formé le Personal Systems Architecture Department. En 1984, il a aidé à la mise au point du Personal System 2 Model 30.
En novembre 1987, Bradley est devenu directeur à la conception de processeurs évolués. Son groupe a développé le 486/25 Power Platform ainsi que le PS/2 Models 90 et 95. En 1991, il est devenu directeur des architectures de systèmes pour le groupe Entry Systems Technology. En 1992, il est devenu responsable de l'architecture pour le groupe qui a mis au point l'ordinateur personnel en utilisant le processeur PowerPC RISC. En 1993, il est redevenu responsable de conception dans le groupe PC.
Le 30 janvier 2004, Bradley a quitté IBM pour prendre sa retraite.

## Citation
« J'ai peut-être inventé le Ctrl-Alt-Suppr mais Bill (Gates) l'a rendu célèbre. » lors d'une discussion au cours du 20e anniversaire de l'IBM PC alors qu'il était assis à côté de Bill Gates.